# Utricularia spinomarginata
Utricularia spinomarginata — вид рослин із родини пухирникових (Lentibulariaceae).

## Біоморфологічна характеристика
Наземний літофіт. Столони нечисленні, ниткоподібні. Ризоїди нечасті, ниткоподібні. Листки 4–6(8), лопатоподібні, 1–2 × 1–2 мм, присутні в період цвітіння, ніжка 1–3 мм завдовжки. Пастки численні, на ризоїдах, яйцеподібні. Суцвіття прямовисне, одиночне, 2.0–3.6 см завдовжки, 1–2-квіткове. Частки чашечки нерівні; верхні більші, 2–2.5 мм завдовжки в період цвітіння, субкруглі; нижні яйцюваті, голі, ≈ 1 мм завдовжки. Віночок від жовтувато-білого до рожево-білого з жовтою плямою біля основи нижньої губи; верхня губа мала, субниркоподібна, ≈ 0,6 × 1.5 мм; нижня губа розширена, в обрисі широко-яйцювата, верхівка глибоко 5-лопатева; шпора шилоподібна, ≈ 6 мм завдовжки, злегка вигнута, спрямована донизу, помітно довша від нижньої частки віночка. Коробочка куляста з черевним кілем, завдовжки ≈ 2 мм. Насіння зворотно-яйцювате, стиснуте з боків, ≈ 0.35 мм завдовжки. 

## Середовище проживання
Ендемік пн. Таїланду.
Населяє відкриті мохові скелі біля вершини, на висотах ≈ 2000 м, досить рідко.